# غار خنگ گا
غارخنگ گا مربوط به دوران فرادیرینه‌سنگی است و در شهرستان ممسنی، بخش رستم، دهستان رستم ۱، ۲ کیلومتری غرب روستای برآفتاب زیردو واقع شده و این اثر در تاریخ ۳۰ بهمن ۱۳۸۶ با شمارهٔ ثبت ۲۰۸۶۲ به‌عنوان یکی از آثار ملی ایران به ثبت رسیده است.